# Етисон (Француска)
Етисон (фр. Etusson) насеље је и општина у западној Француској у региону Поату-Шарант, у департману Де Севр која припада префектури Бресир.
По подацима из 2011. године у општини је живело 345 становника, а густина насељености је износила 16,45 становника/km². Општина се простире на површини од 20,97 km². Налази се на средњој надморској висини од 116 метара (максималној 156 m, а минималној 93 m).

## Демографија
| 1962. | 1968. | 1975. | 1982. | 1990. | 1999. | 2011. |
| ----- | ----- | ----- | ----- | ----- | ----- | ----- |
| 461   | 478   | 425   | 367   | 362   | 318   | 345   |

График промене броја становника у току последњих година